# Marek Torzewski
Marek Torzewski (ur. 6 kwietnia 1960 w Rogoźnie) – polski śpiewak operowy – tenor.

## Życiorys

### Kariera
Jako dziecko śpiewał w poznańskim chórze chłopięcym - Polskie Słowiki Jerzego Kurczewskiego. Jako 11-latek zaśpiewał utwór „Krakowiaczek jeden...” dla ówczesnego prezydenta USA Richarda Nixona. Jest absolwentem Wydziału Wokalnego Akademii Muzycznej w Poznaniu (1983).
W latach 1983–1986 był solistą Teatru Wielkiego w Łodzi. W 1984 został laureatem międzynarodowego konkursu wokalnego im. Jana Kiepury w Krynicy. W 1985 zadebiutował w Teatro alla Scala w Mediolanie pod dyrekcją Claudio Abbado. W 1986 wyemigrował do Belgii i został solistą Teatru Królewskiego de la Monnaie w Brukseli (do 1991). W latach 1992–2003 występował jako solista na scenach operowych m.in. Niemiec, Francji, Włoch, Hiszpanii, Portugalii. W grudniu 1991 wziął udział w koncercie Requiem W.A. Mozarta w La Scali z okazji światowych obchodów 200-lecia śmierci Mozarta.
W 2004 bez powodzenia kandydował do Parlamentu Europejskiego z listy Platformy Obywatelskiej.
W 2009 otrzymał Perłę Honorową Polskiej Gospodarki (w kategorii „Kultura”), przyznawaną przez redakcję „Polish Market”. 29 czerwca 2011 został członkiem Honorowego Komitetu Rozwoju Centrum Onkologii Ziemi Lubelskiej im. św. Jana z Dukli.

### Proces
20 grudnia 2019 został skazany przez Sąd Rejonowy w Białej Podlaskiej na karę grzywny w wysokości 7500 złotych i zwrot kwoty 4550 złotych omyłkowo przelanej przez Bialskie Centrum Kultury (BCK) na konto bankowe Torzewskiego (miała to być gaża dla innego tenora). Artysta odmówił zwrotu omyłkowo przelanych mu pieniędzy, w wyniku czego został oskarżony o ich przywłaszczenie. 7 lipca 2020 Sąd Okręgowy w Lublinie oddalił apelację Torzewskiego, zobowiązując go dodatkowo do zapłaty 840 złotych na rzecz BCK oraz 800 złotych kosztów postępowania odwoławczego. W uzasadnieniu sąd stwierdził, że: "Działania oskarżonego nacechowane były zamiarem bezpośrednim i kierunkowym w celu osiągnięcia korzyści majątkowej, ale w sposób zasługujący na szczególną naganę, albowiem motywem była próżna chęć szybkiego i łatwego wzbogacenia się kosztem innych osób". Wyrok jest prawomocny.

### Życie prywatne
Żonaty z aktorką Barbarą Romanowicz, z którą ma córkę Agatę (ur. 29 września 1984 w Łodzi), również piosenkarkę.

## Dyskografia
| Rok  | Tytuł                                                                        | Certyfikat ZPAV   |
| ---- | ---------------------------------------------------------------------------- | ----------------- |
| 2002 | Nic nie dane jest na zawsze - Data: 11 maja 2002 - Wydawca: EMI Music Poland | - platynowa płyta |
| 2005 | Magnes dusz - Data: 11 czerwca 2005 - Wydawca: EMI Music Poland              | - złota płyta     |
| 2011 | L'Amore - Data: 8 lutego 2011 - Wydawca: EMI Music Poland                    | - platynowa płyta |